# 1995 WY41
1995 WY41 är en asteroid i huvudbältet som upptäcktes den 16 november 1995 av de båda japanska astronomerna Seiji Ueda och Hiroshi Kaneda i Kushiro.